# 沃镇 (新喀里多尼亚)
沃镇（法語：Voh，發音：[vo]）是法国海外特殊集体新喀里多尼亞北部省的一个市镇，面积804.9平方千米，2019年1月1日人口为2,856人。沃镇因心形天然植物群“沃之心”而闻名。

## 地理
沃镇（20°58'0"S, 164°42'0"E）面积804.9平方千米，位于法国海外特殊集体新喀里多尼亞。
与沃镇接壤的市镇（或旧市镇、城区）包括：科内、延根、卡拉戈门。
沃镇的时区为UTC+11:00。

## 行政
沃镇的邮政编码为98833、98883，INSEE市镇编码为98831。

## 政治
沃镇的现任市长为若埃尔·博阿塔泰-科莱科莱（Joel Boatate Kolekole）先生，任期为2020-2026年。

## 人口
沃镇于2019年1月1日时的人口数量为2856人。